# کورپهه
کورپهه (به انگلیسی: Korphe) یک منطقهٔ مسکونی در پاکستان است که در بلتستان واقع شده‌است. کورپهه ۴۰۰ نفر جمعیت دارد.